# Kontaktsport
Kontaktsport kallas en sport, där det ingår i spelets regler och förutsättningar, att deltagarna kommer i fysisk kontakt med varandra.
Sporter kan tillåta olika grader av kontakt. Som fullkontaktsport räknas kampsporter som brottning och bollsporter som rugby där sportens utövande förutsätter en tuff och hård kontakt mellan spelarna för att kunna utöva sporten. Sporter som ishockey räknas till den lägre klassen av kontaktsport då man inte måste ha fysisk hård kontakt mellan varandra för att kunna spela, men där tacklingar inom spelets uppsatta regler är tillåtna. Mycket milda former av kontaktsport är sporter som cykling där man ibland kan råka stöta in i varandra. Sporter som inte har något inslag av kontakt alls är exempelvis utförsåkning och gymnastik, där varje deltagare utför sin insats för sig.